# Dinitrobenzen
Dinitrobenzeny jsou skupina navzájem izomerních organických sloučenin skládajících se z benzenového jádra a dvou nitroskupin. Existují ve třech izomerech, kterými jsou 1,2-dinitrobenzen, 1,3-dinitrobenzen a 1,4-dinitrobenzen; nejrozšířenější je 1,3-dinitrobenzen, jenž se používá na výrobu výbušnin.

## Vlastnosti
Všechny dinitrobenzeny jsou krystalické pevné látky. Jejich teploty varu jsou poměrně podobné, teploty tání se však liší výrazněji. Nejvyšší teplotu tání má 1,4-dinitrobenzen, jenž má nejsouměrnější molekulu.
| Dinitrobenzeny            |                                      |                             |                             |
| Systematický název        | 1,2-Dinitrobenzen                    | 1,3-Dinitrobenzen           | 1,4-Dinitrobenzen           |
| Ostatní názvy             | o-Dinitrobenzen                      | m-Dinitrobenzen             | p-Dinitrobenzen             |
| Strukturní vzorec         |                                      |                             |                             |
| Registrační číslo CAS     | 528-29-0                             | 99-65-0                     | 100-25-4                    |
| Registrační číslo CAS     | 25154-54-5 (Nespecifikované izomery) |                             |                             |
| PubChem                   | 10707                                | 7452                        | 7492                        |
| Chemický vzorec           | C6H4N2O4                             | C6H4N2O4                    | C6H4N2O4                    |
| Molární hmotnost          | 168,11 g/mol                         | 168,11 g/mol                | 168,11 g/mol                |
| Magnetická susceptibilita | -65,98·10−6 cm3/mol                  | -70,53·10−6 cm3/mol         | -68,30·10−6 cm3/mol         |
| Skupenství                | pevná látka                          | pevná látka                 | pevná látka                 |
| Vzhled                    | Bezbarvé krystaly                    | Nažloutlé krystaly          | Bezbarvé krystaly           |
| Teplota tání              | 118 °C                               | 89,6 °C                     | 174 °C                      |
| Teplota varu              | 318 °C                               | 297 °C                      | 299 °C                      |
| Hustota                   | 1,565 g/cm3 (17 °C)                  | 1,575 g/cm3 (18 °C)         | 1,625 g/cm3 (18 °C)         |
| Tlak par                  | 0,08 Pa (30 °C)                      |                             | 0,07 Pa (30 °C)             |
| Tlak par                  | 0,34 Pa (50 °C)                      |                             | 0,23 Pa (50 °C)             |
| Rozpustnost               | Nerozpustné ve vodě                  | Nerozpustné ve vodě         | Nerozpustné ve vodě         |
| Symboly nebezpečí GHS     | GHS06 GHS08 GHS09                    | GHS06 GHS08 GHS09           | GHS06 GHS08 GHS09           |
| R věty                    | R26/27/28-R33-R50/53                 | R26/27/28-R33-R50/53        | R26/27/28-R33-R50/53        |
| S věty                    | S1/2-S28-S36/37-S45-S60-S61          | S1/2-S28-S36/37-S45-S60-S61 | S1/2-S28-S36/37-S45-S60-S61 |

## Výroba
1,3-dinitrobenzen se vyrábí nitrací nitrobenzenu. Reakce probíhá za kyselé katalýzy kyselinou sírovou. Substituční efekt způsobuje, že 93 % produktů nitrace tvoří 1,3-dinitrobenzen, jelikož k nitraci dochází převážně na pozici meta. Orto a para izomer představují jenom 6 %, respektive 1 %.

## Reakce
Redukcí 1,3-dinitrobenzenu sulfidem sodným ve vodném roztoku vzniká 3-nitroanilin. Další redukcí železem a kyselinou chlorovodíkovou (HCl) se utváří m-fenylendiamin.